# Спрингфилд (Небраска)
Спрингфилд (англ. Springfield) — американский город в округе Сарпи, Небраска. Ведет свою историю с 1873 года. По данным переписи 2010 года население составляло 1529 человек. Код FIPS 31-46520, GNIS ID 0833737, ZIP-код 68059.

## Население
По данным переписи населения 2010 года население составляло 1 529 человек, в городе проживало 423 семьи, находилось 575 домашних хозяйств и 604 строения с плотностью застройки 338,0 строения на км². Плотность населения 855,6 человек на км². Расовый состав населения: белые - 95,8%, афроамериканцы - 0,7%, коренные американцы (индейцы) - 0,1%, азиаты - 0,2%, другие расы - 2,7%, представители смешанных рас - 2,7%. Испаноязычные составляли 1,8% от населения.
В составе 37,6 % из общего числа домашних хозяйств проживают дети в возрасте до 18 лет, 56,2 % домашних хозяйств представляют собой супружеские пары проживающие вместе, 11,7 % домашних хозяйств представляют собой одиноких женщин без супруга, 5,7 % домашних хозяйств представляют собой одиноких мужчин без супруга, 26,4 % домашних хозяйств не имеют отношения к семьям, 21,9 % домашних хозяйств состоят из одного человека, 8,6 % домашних хозяйств состоят из престарелых (65 лет и старше), проживающих в одиночестве. Средний размер домашнего хозяйства составляет 2,66 человека, и средний размер семьи 3,12 человека.
В 2000 году средний доход на домашнее хозяйство составлял $48 083 USD, средний доход на семью $54 236 USD. Мужчины имели средний доход $36 193 USD, женщины $23 950 USD. Средний доход на душу населения составлял $19 573 USD. Около 1,9% семей и 2,4% населения находятся за чертой бедности, включая 3,1% молодежи (до 18 лет) и 4,8% престарелых (старше 65 лет).